# Léon Parisot
Léon Parisot (París, 14 de octubre de 1890-París, 13 de mayo de 1971) fue un deportista francés que compitió en ciclismo en la modalidad de pista. Ganó una medalla de plata en el Campeonato Mundial de Ciclismo en Pista de 1923, en la prueba de medio fondo.

## Medallero internacional
| Campeonato Mundial | Campeonato Mundial | Campeonato Mundial | Campeonato Mundial |
| Año                | Lugar              | Medalla            | Competición        |
| ------------------ | ------------------ | ------------------ | ------------------ |
| 1923               | Zúrich (Suiza)     | Medalla de plata   | Medio fondo (P)    |